# Колонар Корибер
Колонар Корибер (фр. Colonard-Corubert) насеље је и општина у северној Француској у региону Доња Нормандија, у департману Орн која припада префектури Мортањ о Перш.
По подацима из 2011. године у општини је живело 253 становника, а густина насељености је износила 17,94 становника/km². Општина се простире на површини од 14,1 km². Налази се на средњој надморској висини од 238 метара (максималној 261 m, а минималној 142 m).

## Демографија
| 1962. | 1968. | 1975. | 1982. | 1990. | 1999. | 2011. |
| ----- | ----- | ----- | ----- | ----- | ----- | ----- |
| 324   | 344   | 296   | 284   | 245   | 246   | 253   |

График промене броја становника у току последњих година